# Jungenschaftsjacke

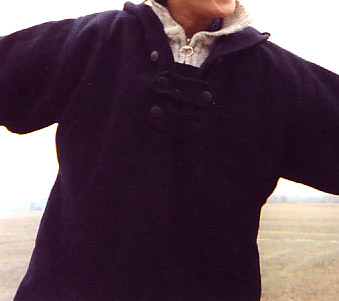
Jungenschaftsjacke/-bluse

Die Jungenschaftsjacke (kurz: Juja oder Juscha, ursprünglicher Name Jungenschaftsbluse) ist eine Schlupfjacke aus dunkelblauem Wolltuch oder schwerem schwarzen Baumwolltuch (Kohtenstoff), die von Jungenschaftern, Pfadfindern oder anderen Bündischen getragen wird. Die Jacke hat hinten einen breiten Kragen, der zu einer Kapuze umgestülpt werden kann. Der Ausschnitt wird mit drei knöpfbaren Riegeln geschlossen.
Auf dem Kragen finden sich bei einigen Pfadfinderverbänden die Abzeichen der Sippe oder von Fahrten. Das Tragen der Jungenschaftsjacke soll Verbundenheit mit den jugendbewegten Traditionen zeigen. Die Jacke wird aber auch aus praktischen Gründen benutzt, sowohl als Regenschutz als auch als warme Jacke. Sie ist leicht wasserabweisend, winddicht und strapazierfähig.

## Geschichte

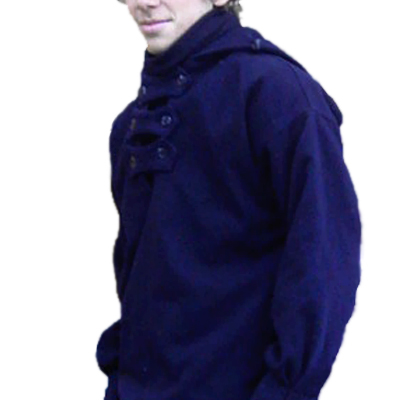
Jungenschaftsjacke/-bluse

Die Jungenschaftsbluse, heute meist als Jungenschaftsjacke bekannt, wurde 1928 von Eberhard Koebel in Anlehnung an die Marineblusen der Roten Schwarzmeermatrosen entworfen und in der Deutschen (autonomen) Jungenschaft vom 1. November 1929 (dj.1.11) als Teil der Bundeskluft eingeführt. Dieser Bund hat durch seine Kreativität und den eigenen Stil großen Einfluss auf die Bündische Jugend genommen. Von dj.1.11 stammen viele Lieder, die Kohte, Jurte und die Jungenschaftsbluse.
Als Koebel seine selbst entworfene Jacke in der Kunstschule trug und darauf angesprochen wurde, soll er seinem Lehrer prophezeit haben, dass diese Jacke einst von vielen Jungen getragen werden wird. Von dj.1.11 ausgehend verbreitete sich die aus blauem Wolltuch gefertigte Jungenschaftbluse in breiten Kreisen der Bündischen Jugend. Bereits 1928 wurde sie serienmäßig gefertigt. Die Wirkung auf die Jungen war derart groß, dass auch die Hitler-Jugend sie in einer deutlich abgeänderten Version für das Jungvolk einführte. Um sich von der als kulturbolschewistisch abgelehnten dj.1.11 abzugrenzen, wurde sie aus schwarzem Stoff gefertigt, der große Kragen verkleinert und ohne die drei Querriegel getragen. Der von der HJ eingeführte Name Jungenschaftsjacke wurde bei gleichzeitigem Rückgriff auf den ursprünglichen Schnitt von vielen Nachkriegsbünden übernommen und mit der Abkürzung Juja versehen. Daneben gibt es auch vor allem jungenschaftliche Gruppen, die an dem Namen Jungenschaftsbluse festhalten. Gefertigt werden heutige Jungenschaftsblusen/-jacken entweder wie ursprünglich aus blauem Wollstoff oder aber aus schwarzem Baumwollstoff. Vereinzelt gibt es sie auch in anderen Farben.

## Trageweise
Traditionell wurde die blaue Wollbluse in die Hose geschoben; ursprünglich trug man darüber vielfach noch einen Schulterriemen. Heutige Gruppen tragen sie meist über der Hose oder dem Rock.

## Varianten
Seit den 1970er Jahren werden zahlreiche unterschiedliche Versionen der Jungenschaftsjacke angeboten, die sich beispielsweise durch aufgesetzte Taschen, einen veränderten Kapuzenschnitt oder Farb- und Stoffänderungen von der ursprünglichen Jungenschaftbluse unterscheiden.
Im Bund deutscher Jungenschaften entstand 1963 unter dem Namen Stadtjacke eine Weiterentwicklung der Jungenschaftsbluse, in grau und mit verändertem Schnitt. 